# Frozen Light Records
Frozen Light Records ist ein seit 2011 aktives Independent-Label.

## Geschichte
Eigenen Angaben folgend ist Frozen Light Records ein „kleines Independent-Label“ ohne stilistische Präferenz. Zumeist wird die vertriebene Musik als insgesamt „Seltsam“ und „Hoffnungslos“ tituliert.
Gängig sind Interpreten der Genre Death-, Funeral- und Drone-Doom, Dark Ambient sowie Abwandlungen des Black Metal. Das Label kooperierte mehrfach mit dem Musiker „Hangsvart“, dessen Projekte Abysmal Growls of Despair, Ancient Lament, Catacombed und Low Cave Sounds Alben über Frozen Light verlegen ließ. Ebenso besteht eine enge Kooperation mit Evander „E.S.“ Sinque, dessen Band Who Dies in Siberian Slush über Frozen Light veröffentlichte und dessen Label Moscow Funeral League Records Veröffentlichungen von Halter und Marche Funèbre in Kooperation herausgab. Seit 2013 unterhält das Label mit Outer Line ein Subunternehmen, dass sich auf kooperative Veröffentlichungen unter anderem mit Endless Winter und Silent Time Noise konzentriert. Insbesondere Funeral-Doom-Interpreten wie Heimskringla, Enthroned Darkness, Nagaarum und Poezd Rodina erschienen über Outer Line.

## Künstler (Auswahl)
Frozen Light Records
- Abysmal Growls of Despair
- Ancient Lament
- As Autumn Calls
- Astarium
- Aurum Solis
- Catacombed
- The Cold View
- Decay of Reality
- Distiphyxia
- Exit in Grey
- Halter
- Low Cave Sounds
- Marche Funèbre
- Moloch
- Old Man of the Desert
- Ordog
- Secret Corner
- Shades of the Black Sky
- Who Dies in Siberian Slush
- Winterblood

Outer Line
- Black Whispers
- Enthroned Darkness
- Heimskringla
- Nagaarum
- Poezd Rodina